# Gangwon Football Club
O Gangwon Football Club, mais conhecido como Gangwon FC é um clube sul-coreano. Atualmente disputa a primeira divisão, conhecida como K-League.